# 阿纳托利·多勃雷宁
阿纳托利·费奥多罗维奇·多勃雷宁（羅馬化：Anatoliy Fyodorovich Dobrynin；1919年11月16日—2010年4月6日），苏联外交官，苏联驻美国大使，戈尔巴乔夫的国际事务顾问。

## 生平
1919年，生于莫斯科省莫扎伊斯克地区的工人家庭。1942年，毕业于莫斯科航空学院。1945年，加入苏联共产党。1946年，毕业于苏联外交部高等外交学校。
1947年，任苏联外交部副部长助理。1952年，任苏联驻美国大使馆参赞、公使銜參贊。1955年，任外交部长助理。1957年，任联合国副秘书长。1960年，任苏联外交部美洲司司长。
1962年，任苏联驻美大使。1966年，为苏共中央候补委员。1971年，为苏共中央委员。1988年，任苏共领导人戈尔巴乔夫的国际事务顾问。2010年，逝世。

## 荣誉
- 社会主义劳动英雄
- 荣誉勋章（2009年8月18日）

## 著作
《信赖——多勃雷宁回忆录》